# 芋形板海参
芋形板海参（学名：Placothuria molpadioides）为板海参科板海参属的动物。在中国大陆，分布于广东到北部湾沿岸、海南岛等地，主要栖息于水深14-57米的泥底。该物种的模式产地在中国。